# 峯岸南
峯岸南（日语：／ Minegishi Minami */?，1992年11月15日—）是日本女藝人、YouTuber，為女子偶像團體AKB48 Team K前成員、以及AKB48衍生團體no3b成員，東京都出身，所屬經紀公司為Mama & Son。2005年以AKB48一期生身分出道，為AKB48創團成員中最後一位畢業者。是唯一曾以Team A、Team K、Team B、Team 4成員以及研究生身分活動的成員。2021年5月29日正式從AKB48畢業，也是AKB48團員中在團時間第二長的成員（僅次於柏木由紀），在籍天數5651天。

## 經歷
2002年3月，峯岸在小學時期報名早安家族的「Hello! Project Kids徵選會」但落選。
2005年，峯岸在知名的Oricon旗下之選秀刊物《De☆View》上，看到AKB48創團第一期生公開甄選會的消息，父母看見是業界知名的秋元康所主辦，鼓勵峯岸參加徵選會。10月30日，峯岸參加甄選，自選演唱高橋瞳的《evergreen》，從7,024參加者中脱穎而出（最終合格者24人），進入AKB48。12月8日，以初始成員候補生的20人之一身分於AKB48劇場正式登台演唱。
2006年5月28日、6月11日及7月1日，峯岸代替因故無法参加公演的前田敦子上台表演，穿著前田的服裝擔任《沙灘的櫻桃》的center（中心站位成員）。10月，成為單曲《好想見你》的主要演唱成員，亦自此開始為單曲的主要演唱成員。
2007年7月3日，和同為Team A分隊的成員小嶋陽菜、高橋南移籍至經紀公司尾木製作。2008年8月，在《貓街》中初次參與電視劇演出。9月，和小嶋陽菜、高橋南兩位同為第一期的初期成員組成衍子團「no3b」。10月，no3b成員初次主演電視劇《帥男偶像》。
2009年7月8日，在「AKB48第一屆總選舉」中獲得第16名。8月23日，AKB104選拔成員組閣祭中被宣布加入Team K分隊。2010年3月12日，在「TeamK 6th Stage「RESET」」的Team K公演上，正式加入Team K。6月9日，於「AKB48第二屆總選舉」中獲得第14名，成為該單曲的主要演唱成員。8月3日，代替住院治療的高橋南，接受了3天的訓練之後在橫濱BLITZ舉辦的CD發售紀念活動上表演單人落語。
2011年6月9日，在「AKB48第三屆總選舉」中獲得第15名，再度成為單曲的演唱成員。9月20日，於AKB48第24張單曲選拔猜拳大會獲得第3名，進入媒體選拔組。
2012年6月9日，在「AKB48第四屆總選舉」中獲得14名。8月24日，於AKB東京巨蛋的大型演唱會「AKB48 in TOKYO DOME ～1830m的夢想～」第一天的巡演上，公司高層宣布再次成員洗牌。峯岸因此而由Team K轉隊再轉至Team B分隊，新編制於同年的11月1日生效。
2013年1月31日，峯岸被八卦雜誌《週刊文春》報導與放浪家族旗下的「GENERATIONS」團員白濱亞嵐之緋聞。因違反AKB48團內的戀愛禁令，為了向歌迷謝罪，峯岸主動將頭髮全部剃光（寸頭），並錄製影片在YouTube公開向歌迷道歉（之後戴假髮重回AKB48劇場參加公演），之後AKB48營運方將峯岸由Team B成員降格至研究生。此事引起各界廣泛關注，日本時報的評論認為此事顯示在日本偶像產業中，粉絲的玻璃心比偶像的人權還重要，許多國際媒體也報導此事。
6月8日，在「AKB48第五屆總選舉」中獲得18名。同年8月24日，原廢止的Team 4再次组建，峯岸升格擔任Team 4隊長。
2014年2月24日，於Zepp DiverCity Tokyo舉辦的「AKB48集團大組閣祭」中宣布留任Team 4，並繼續擔任Team 4隊長。6月7日，在「AKB48第六屆總選舉」中奪得第22名，成為該單曲的Under Girls成員。6月20日，因腎囊腫疾病而暫停工作，7月回歸。9月17日，於「AKB48 Group 猜拳大會2014」中發表入選為第38張單曲選拔成員。
2015年3月26日，在「AKB48春季單獨演唱會～次期總現正修行中！～」的演唱會上，被宣布自Team 4轉至Team K，並成為Team K隊長。6月，峯岸於「AKB48第七屆總選舉」獲得第19名。
同年10月，製片方宣布由峯岸主演懸疑題材電影《女子高校》，此片為峯岸初次主演電影，2016年4月上映。
2016年12月31日，經觀眾票選，峯岸入選《第67回NHK紅白歌合戰》「AKB48夢之紅白選拔」成員之一。
2017年，第一次透過試鏡獲得舞臺劇角色，2018年1月起與松岡充、吉本實憂合作舞臺劇《三文錢的歌劇》的巡演。2018年，AKB48實施第5次組閣，峯岸續留Team K，但卸下隊長職務。
2019年12月8日，峯岸宣佈自AKB48畢業，是AKB48創團成員中最後畢業者。畢業演唱會原訂於2020年4月2日在橫濱體育館舉行，因2019冠狀病毒病疫情影響，延至2021年5月22日於橫濱PIA Arena MM舉行。
2021年5月28日，在AKB48劇場舉行畢業公演。5月29日，正式自AKB48畢業，自此1期20位成員全數畢業。
2022年8月16日，宣布與Youtuber組合東海正在播出的成員徹也結婚。
2024年3月1日，宣布懷孕。7月，長女出生。

## 人物

### 性格特徵
- 因「唸起來像女孩子般可愛的名字」的理由，而被父母取名作「Minami」（南）[33]。多數友人及歌迷皆是取第一音節稱峯岸為「Miichan」（咪醬，；字是平假名小寫）[34]。唯一例外是所屬子團no3b官方網站中，使用了大寫的[35]。至於和峯岸南同屬子團no3b且同名的成員高橋南，則和其他人不同，高橋以「Minechan（小峯）」稱呼峯岸[36]。
- 雙親經營啤酒屋，店名取自「no3b」的歌曲名。有一個大2歲的姐姐和小2歲的弟弟。峯岸出道後仍一家五口同住[37]。因弟弟是同團成員渡邊麻友的歌迷，所以經常被弟弟拿來跟渡邊比較。即使如此，2011年時弟弟送她生日禮物時仍令她感動不已[38]。
- 4歲開始學芭蕾舞。從小隱隱覺得自己長大後會當藝人，雖是如此卻無實際行動，其後才主動參加「早安家族」等試鏡[6]。
- 外表孩子氣，舉止給人感覺亦是相應年齡，但思考成熟、會主動和人搭話的性格[6]。
- 13歲即進AKB，但不想要像某些成員那樣因工作忙碌而選擇就讀函授制或演藝學校，因此仍堅持上普通高中，於2011年3月畢業[39]，畢業典禮當天，AKB團員高橋南亦前往觀禮。
- 因天生圓臉頰、垂眼與兔牙，和富士電視台非常受歡迎的老牌兒童節目卡通角色，有著兔牙的綠色恐龍「Gachapin」（[40]）非常神似，而常被稱為Gachapin。
- 座右銘與家訓是「勝不驕，敗不餒」[41]。
- 小時候不使用指甲刀。指甲長了都用手撕，手指甲外觀和指甲刀剪過的指甲一樣工整[42]。
- 喜歡看少女漫畫，至2012年，家中漫畫至少已1000本[43]，收藏品是帽子。養兩隻狗、怕鴿子、對貓过敏（曾笑言因好友高橋南養貓而想跟高橋絕交[44]）。與高橋外出吃飯都不帶錢包，因高橋會自動買單 [45]。本身很想學關西腔。
- 專長是一看《名偵探柯南》的單行本封面，即能敘述該集劇情。
- 除了AKB團內成員，交情好的圈內人有櫻庭奈奈美、岡本玲[46]、高田里穗[47]、女子樂團SCANDAL的鼓手RINA[48]、Perfume[49]等。
- 欣賞的歌手是YUI、柚子、可苦可樂和生物股長。
- 喜歡模仿剛力彩芽《比朋友更重要的人（日语：友達より大事な人）》的舞蹈，引起話題和報導，亦逆向使剛力的MV點閱數激增。剛力曾當面對峯岸表示「謝謝妳模仿我」[50]。

### AKB48相關
- 在AKB48劇場公演時的自我介紹詞是「全年無休的反抗期！我是Ｘ歲的Miichan峯岸南」（年中無休の反抗期! ○歳のみぃちゃんこと峯岸みなみです）。
- 剛出道時因為和同期的高橋南同名，曾打算用（峯岸Mimi）作藝名[51]。雖然和高橋南同名，但初期兩人很少說話，後來因為高橋的好性格而變成摯友[52]，高橋被問及「去無人島會帶哪三樣物品？」時，高橋回答「只想帶峯岸」。大島優子表示峯岸的性格讓團員們都很喜歡，人緣好，性格重感情[53]。
- 目標是「做自己」，自認不是正統偶像，曾言「無法時刻裝出偶像夢幻的形象」[6]，在團中被視為是「綜藝路線」的成員。小嶋陽菜表示，「是團內的綜藝擔當」。在團內和好友大島優子皆以「吻魔」著稱，喜歡貼近女生[54]。
- 因AKB48在創團初期曾有一段沒有觀眾的時期，因此和同為創團成員的高橋南、前田敦子、小嶋陽菜、板野友美及篠田麻里子等同期生有著革命情感，交情極好。另和大島優子亦為好友，大島在離團後仍常與峯岸一同吃飯出遊。而高橋還與峯岸的雙親一同列席峯岸的中學畢業典禮[55]，峯岸亦常在高橋家過夜[56]。與其他成員橫山由依、柏木由紀、宮澤佐江關係亦好[57]。小嶋陽菜和板野友美曾表示若峯岸為男生，想當他女友[58]。
- 在AKB48還沒成軍前，由秋原康所主導的「秋葉原48計畫」進行初次的成員募集時，峯岸原本並沒有通過第一階段的文件審查。AKB48劇場經理戶賀崎智信透露，再次審查文件時偶然注意到峯岸與自己同天生日而將其放入候選名單中，而峯岸也順利敗部復活而成為AKB48的創始成員[59]。
- 暢銷小說《如果高校棒球女子經理讀了彼得·杜拉克》的作者岩崎夏海曾經擔任AKB48的行銷企畫，其在小說中所創造的女主角「川島南」（川島みなみ）就是以峯岸南作為原型。但峯岸因為較缺乏戲劇演出經驗的緣故，並沒有在該書實際拍攝成電影作品時飾演以自己為原型所創造的角色，而是飾演片中的女配角，一年級的棒球隊經理「北条文乃」，其角色則由同團的前田敦子所飾演。
- 曾在節目中說出「為了得到尺做什麼都願意」的綜藝效果（尺のためなら何でもする），這裡所說的「尺」是日本影視業界術語，原意為影片時間長度，衍生意指「搶鏡頭」。因為這緣故，在AKB衍生團體no3b的第一張專輯《no3b》完全限量生產版C（峯岸版）與通常版中收錄了一首曲名為（想要時間）的新歌。另外，峯岸在參與AKB48所演出的電視劇《馬路須加學園》（マジすか学園）所演出的角色，也是名叫「尺」。
- 在與AKB48相關的歌曲作品中，除了no3b的作品外，最喜歡的一首是峯岸首度擔任center位置的曲目《逆轉王子殿下》（逆転王子様）[60]
- 2017年小嶋陽菜宣佈畢業離團後，AKB48一期生元老團員僅剩峯岸一人。
- 秋元康：「峯岸突出的安定感MC（talking），絕對可以在藝能界活躍20、30年」；初期成員大島麻衣：「AKB團內的talking王」。

## 音樂作品
- 註：標註「★」符號者表示該首歌曲有拍攝MV

### 單曲CD
AKB48名義
|          | 發行日期       | 單曲名稱                            | 參與歌曲名稱                        | 名義            | 收錄於               | MV | 備註                        |
| -------- | -------------- | ----------------------------------- | ----------------------------------- | --------------- | -------------------- | -- | --------------------------- |
| 獨立製作 |                |                                     |                                     |                 |                      |    |                             |
| 01st     | 2006年02月01日 | 櫻花花瓣                            | 櫻花花瓣                            |                 |                      | ★  | A面曲 出道作品 首次進入選拔 |
| 01st     | 2006年02月01日 | 櫻花花瓣                            | Dear my teacher                     | Team A          |                      |    |                             |
| 02nd     | 2006年06月07日 | 裙襬飄飄                            | 留在藍天                            | Team A          |                      |    |                             |
| 主流市場 |                |                                     |                                     |                 |                      |    |                             |
| 01st     | 2006年10月25日 | 好想見你                            | 好想見你                            |                 | 全版本               | ★  | A面曲                       |
| 01st     | 2006年10月25日 | 好想見你                            | 但是…                               | Team A          | 全版本               |    |                             |
| 02nd     | 2007年01月31日 | 制服真礙事                          | 制服真礙事                          |                 | 全版本               | ★  | A面曲                       |
| 03rd     | 2007年04月18日 | 曾不屑一顧的愛情                    | 曾不屑一顧的愛情                    |                 | 全版本               | ★  | A面曲                       |
| 03rd     | 2007年04月18日 | 曾不屑一顧的愛情                    | 賣淚之少女                          |                 | 全版本               |    |                             |
| 04th     | 2007年07月18日 | BINGO!                              | BINGO!                              |                 | 全版本               | ★  | A面曲                       |
| 04th     | 2007年07月18日 | BINGO!                              | Only today                          | Team A          | 全版本               |    |                             |
| 05th     | 2007年08月08日 | 我的太陽                            | 我的太陽                            |                 | 全版本               | ★  | A面曲                       |
| 05th     | 2007年08月08日 | 我的太陽                            | 未來的果實                          |                 | 全版本               |    |                             |
| 06th     | 2007年10月31日 | 妳正在看著夕陽嗎?                   | 妳正在看著夕陽嗎?                   |                 | 全版本               | ★  | A面曲                       |
| 06th     | 2007年10月31日 | 妳正在看著夕陽嗎?                   | Viva! Hurricane                     |                 | 全版本               |    |                             |
| 07th     | 2008年01月23日 | 浪漫、不需要                        | 浪漫、不需要                        |                 | 全版本               | ★  | A面曲                       |
| 07th     | 2008年01月23日 | 浪漫、不需要                        | 愛的毛巾                            |                 | 全版本               |    |                             |
| 08th     | 2008年02月27日 | 櫻花花瓣2008                        | 櫻花花瓣2008                        |                 | 全版本               | ★  | A面曲                       |
| 08th     | 2008年02月27日 | 櫻花花瓣2008                        | 最後的制服                          |                 | 全版本               |    |                             |
| 09th     | 2008年06月13日 | Baby! Baby! Baby!                   | Baby! Baby! Baby!                   |                 | 全版本               | ★  | A面曲                       |
| 09th     | 2008年06月13日 | Baby! Baby! Baby!                   | 不要讓夢想死去                      |                 | Napster              |    |                             |
| 10th     | 2008年10月22日 | 大聲鑽石                            | 大聲鑽石                            |                 | 全版本               | ★  | A面曲                       |
| 10th     | 2008年10月22日 | 大聲鑽石                            | 109                                 | Team A          | 全版本               |    |                             |
| 11th     | 2009年03月04日 | 10年櫻                              | 10年櫻                              |                 | 全版本               | ★  | A面曲                       |
| 11th     | 2009年03月04日 | 10年櫻                              | 在櫻花色的天空之下                  |                 | 全版本               |    |                             |
| 12th     | 2009年06月24日 | 驚喜的淚水!                         | 驚喜的淚水!                         |                 | 全版本               | ★  | A面曲                       |
| 13th     | 2009年08月26日 | Maybe是藉口                         | Maybe是藉口                         |                 | 全版本               | ★  | A面曲                       |
| 14th     | 2009年10月21日 | RIVER                               | RIVER                               |                 | 全版本               | ★  | A面曲                       |
| 15th     | 2010年02月17日 | 櫻花印記                            | Choose me!                          | Team YJ         | Type-B 劇場盤        | ★  |                             |
| 16th     | 2010年05月26日 | 馬尾與髮圈                          | 馬尾與髮圈                          |                 | 全版本               | ★  | A面曲                       |
| 17th     | 2010年08月18日 | 無限重播                            | 無限重播                            |                 | 全版本               | ★  | A面曲                       |
| 17th     | 2010年08月18日 | 無限重播                            | 蔬菜姊妹                            | 蔬菜姊妹        | Type-A 劇場盤        | ★  |                             |
| 17th     | 2010年08月18日 | 無限重播                            | Lucky Seven                         |                 | Type-B 劇場盤        | ★  |                             |
| 18th     | 2010年10月27日 | Beginner                            | Beginner                            |                 | 全版本               | ★  | A面曲                       |
| 19th     | 2010年12月08日 | 機會的順序                          | 預約的聖誕節                        |                 | 全版本               | ★  |                             |
| 19th     | 2010年12月08日 | 機會的順序                          | ALIVE                               | Team K          | Type-K               | ★  |                             |
| 20th     | 2011年02月16日 | 變成櫻花樹                          | 變成櫻花樹                          |                 | 全版本               | ★  | A面曲                       |
|          | 2011年04月01日 | 為了誰 -What can I do for someone?- | 為了誰 -What can I do for someone?- |                 |                      | ★  |                             |
| 21st     | 2011年05月25日 | Everyday、髮箍                      | Everyday、髮箍                      |                 | 全版本               | ★  | A面曲                       |
| 21st     | 2011年05月25日 | Everyday、髮箍                      | 現在開始 Wonderland                 |                 | 全版本               | ★  |                             |
| 21st     | 2011年05月25日 | Everyday、髮箍                      | 鬥魂                                |                 | Type-A               | ★  |                             |
| 22nd     | 2011年08月24日 | 飛翔入手                            | 飛翔入手                            |                 | 全版本               | ★  | A面曲                       |
| 22nd     | 2011年08月24日 | 飛翔入手                            | 不知不覺的青春                      |                 | Type-A               | ★  |                             |
| 22nd     | 2011年08月24日 | 飛翔入手                            | 野菜占卜                            | 蔬菜姊妹2011    | 劇場盤               |    |                             |
| 23rd     | 2011年10月26日 | 風正在吹                            | 風正在吹                            |                 | 全版本               | ★  | A面曲                       |
| 24th     | 2011年12月07日 | 崇尚麻里子                          | 崇尚麻里子                          |                 | 全版本               | ★  | A面曲                       |
| 24th     | 2011年12月07日 | 崇尚麻里子                          | 耶誕夜                              |                 | 全版本               | ★  |                             |
| 24th     | 2011年12月07日 | 崇尚麻里子                          | 零和太陽                            | Team K          | Type-K               | ★  |                             |
| 25th     | 2012年02月15日 | GIVE ME FIVE!                       | GIVE ME FIVE!                       |                 | 全版本               | ★  | A面曲                       |
| 25th     | 2012年02月15日 | GIVE ME FIVE!                       | 牧羊人之旅                          | Special Girls B | Type-B               | ★  |                             |
| 26th     | 2012年05月23日 | 仲夏的Sounds good!                  | 仲夏的Sounds good!                  |                 | 全版本               | ★  | A面曲                       |
| 27th     | 2012年08月29日 | 格子花紋                            | 格子花紋                            |                 | 全版本               | ★  | A面曲                       |
| 27th     | 2012年08月29日 | 格子花紋                            | 夢河                                |                 | Type-A 劇場盤        | ★  |                             |
| 28th     | 2012年10月31日 | UZA                                 | UZA                                 |                 | 全版本               | ★  | A面曲                       |
| 28th     | 2012年10月31日 | UZA                                 | 不是正義使者的英雄                  | Team B          | Type-B               | ★  |                             |
| 29th     | 2012年12月05日 | 永遠的壓力                          | 最特別的耶誕節                      |                 | 全版本               | ★  |                             |
| 29th     | 2012年12月05日 | 永遠的壓力                          | 比永遠更長久                        | OKL48           | Type-D               | ★  |                             |
| 30th     | 2013年02月20日 | So long!                            | So long!                            |                 | 全版本               | ★  | A面曲                       |
| 30th     | 2013年02月20日 | So long!                            | 怎麼會在那裡踩到狗屎？              | Team B          | Type-B               | ★  |                             |
| 31st     | 2013年05月22日 | 再見自由式                          | Haste和Waste                        | BKA48           | Type-B               | ★  |                             |
| 31st     | 2013年05月22日 | 再見自由式                          | LOVE修行                            | 研究生          | 劇場盤               | ★  |                             |
| 32nd     | 2013年08月21日 | 戀愛的幸運餅乾                      | 想了一下愛的定義                    | Under Girls     | 全版本               | ★  |                             |
| 32nd     | 2013年08月21日 | 戀愛的幸運餅乾                      | 最後一扇門                          |                 | Type-B               | ★  |                             |
| 32nd     | 2013年08月21日 | 戀愛的幸運餅乾                      | 不是因為眼淚                        |                 | Type-B               | ★  |                             |
| 33rd     | 2013年10月30日 | 真心電流                            | 真心電流                            |                 | 全版本               | ★  | A面曲                       |
| 33rd     | 2013年10月30日 | 真心電流                            | 清純哲學                            | Team 4          | Type-4               | ★  |                             |
| 34th     | 2013年12月11日 | 倘若在梧桐樹什麼的                  | Mosh&Dive                           |                 | 全版本               | ★  |                             |
| 34th     | 2013年12月11日 | 倘若在梧桐樹什麼的                  | Party is over                       | AKB48           | Type-A               | ★  |                             |
| 35th     | 2014年02月26日 | 勇往直前                            | 勇往直前                            |                 | 全版本               | ★  | A面曲                       |
| 36th     | 2014年05月21日 | 拉布拉多尋回犬                      | 拉布拉多尋回犬                      |                 | 全版本               | ★  | A面曲                       |
| 37th     | 2014年08月27日 | 心意告示牌                          | 某人投的球                          | Under Girls     | 除Type-D             | ★  |                             |
| 38th     | 2014年11月26日 | 希望無限                            | 希望無限                            |                 | 全版本               | ★  | A面曲                       |
| 38th     | 2014年11月26日 | 希望無限                            | 睜大雙眼的初吻                      | Team 4          | Type-D               | ★  |                             |
| 39th     | 2015年03月04日 | Green Flash                         | 春光 靠近的夏日                     | AKB48           | Type-A               | ★  |                             |
| 40th     | 2015年05月20日 | 我們不戰鬥                          | 我們不戰鬥                          |                 | 全版本               | ★  | A面曲                       |
| 40th     | 2015年05月20日 | 我們不戰鬥                          | Summer side                         | Selection 16    | 除Type-D             | ★  |                             |
| 41st     | 2015年08月26日 | Halloween Night                     | 再見沖浪板                          | Under Girls     | Type-A Type-B 劇場盤 | ★  |                             |
| 42nd     | 2015年12月09日 | 紅唇Be My Baby                      | 紅唇Be My Baby                      |                 | 全版本               | ★  | A面曲                       |
| 42nd     | 2015年12月09日 | 紅唇Be My Baby                      | 365天的紙飛機                       |                 | 全版本               | ★  |                             |
| 42nd     | 2015年12月09日 | 紅唇Be My Baby                      | 姊姊的自言自語                      | Team K          | Type-B               | ★  |                             |
| 42nd     | 2015年12月09日 | 紅唇Be My Baby                      | 鼓勵的話                            |                 | Type-D               | ★  |                             |
| 43rd     | 2016年03月09日 | 你就是旋律                          | 你就是旋律                          |                 | 全版本               | ★  | A面曲                       |
| 44th     | 2016年06月01日 | 不需要翅膀                          | 不需要翅膀                          |                 | 全版本               | ★  | A面曲                       |
| 44th     | 2016年06月01日 | 不需要翅膀                          | 哀愁小號手                          | Team K          | Type-C 劇場盤        | ★  |                             |
| 45th     | 2016年08月31日 | LOVE TRIP/分享幸福                  | 傳說的魚                            | Under Girls     | Type-A               | ★  | 首次擔任Center              |
| 46th     | 2016年11月16日 | High Tension                        | 又考慮了你的事情                    | Team Vocal      | 劇場盤               |    | Center                      |
| 47th     | 2017年03月15日 | Shoot Sign                          | Shoot Sign                          |                 | 全版本               | ★  | A面曲                       |
| 48th     | 2017年05月31日 | 空有願望                            | 空有願望                            |                 | 全版本               | ★  | A面曲                       |
| 48th     | 2017年05月31日 | 空有願望                            | 當時的五百圓硬幣                    |                 | Type-C               | ★  |                             |
| 49th     | 2017年08月30日 | ＃就是喜歡你                        | 拖泥帶水的愛戀                      | Under Girls     | 全版本               | ★  |                             |
| 50th     | 2017年11月22日 | 11月的腳鏈                          | 11月的腳鏈                          |                 | 全版本               | ★  | A面曲                       |
| 50th     | 2017年11月22日 | 11月的腳鏈                          | 出乎意料的故事                      | 主唱選拔        | 劇場盤               |    |                             |
| 52nd     | 2018年05月30日 | Teacher Teacher                     | 末班電車之夜                        | Team K          | Type B               | ★  |                             |
| 53rd     | 2018年09月19日 | 感傷列車                            | 涼鞋成就不了的愛情                  | Under Girls     | 全版本               | ★  |                             |
| 54th     | 2018年11月28日 | NO WAY MAN                          | 想放空池水                          | 池之水選拔      | 全版本               | ★  |                             |
| 57th     | 2020年3月18日  | 感謝失戀                            | 感謝失戀                            |                 | 全版本               | ★  | A面曲                       |
| 57th     | 2020年3月18日  | 感謝失戀                            | 直到再見面的那天                    |                 | Type A               | ★  | Center 畢業曲               |

### Team Surprise公演單曲
重力共鳴公演
| 公演 | 發行日期       | 公演曲             | 演唱成員                                                                    | MV | 備註 |
| ---- | -------------- | ------------------ | --------------------------------------------------------------------------- | -- | ---- |
| M01  | 2012年09月12日 | 重力共鳴           | Team Surprise                                                               | ★  |      |
| M02  | 2012年09月12日 | 星期三的愛麗絲     | 峯岸南、渡邊麻友、島崎遙香 松井玲奈、指原莉乃                               | ★  |      |
| M10  | 2012年11月03日 | 不得了的三角關係   | 峯岸南、宮澤佐江、橫山由依 北原里英、松井玲奈、指原莉乃                     | ★  |      |
| M11  | 2012年11月10日 | 出發的時機         | Team Surprise                                                               | ★  |      |
| M12  | 2012年11月17日 | AKB慶典            | Team Surprise                                                               | ★  |      |
| M13  | 2013年07月16日 | 你比想像中的更……   | Team Surprise                                                               | ★  |      |
| M16  | 2013年08月31日 | 女神在哪裡微笑著？ | 高城亞樹、北原里英、板野友美、渡邊麻友 大島優子、小嶋陽菜、宮澤佐江、峯岸南 | ★  |      |

玫瑰的儀式公演
| 公演 | 發行日期       | 公演曲                       | 演唱成員                                                                    | MV | 備註 |
| ---- | -------------- | ---------------------------- | --------------------------------------------------------------------------- | -- | ---- |
| M01  | 2014年09月06日 | 眼中倒映的未來               | Team Surprise                                                               | ★  |      |
| M08  | 2014年10月18日 | 最後一次喝冰牛奶是什麼時候？ | 高城亞樹、北原里英、峯岸南、篠田麻里子                                      | ★  |      |
| M11  | 2014年11月08日 | 失戀同盟                     | 峯岸南、柏木由紀、大島優子 松井玲奈、北原里英                               | ★  |      |
| M12  | 2014年11月15日 | 玫瑰的儀式                   | Team Surprise                                                               | ★  |      |
| M13  | 2015年11月02日 | 美麗的狩獵                   | Team Surprise                                                               | ★  |      |
| M15  | 2015年11月21日 | 愛之川                       | 大島優子、渡邊麻友、柏木由紀、高橋南 篠田麻里子、小嶋陽菜、板野友美、峯岸南 | ★  |      |

### 專輯CD
AKB48名義
|      | 發行日期       | 專輯名稱                     | 參與歌曲名稱            | 名義                    | 收錄於          | 備註                                   |
| ---- | -------------- | ---------------------------- | ----------------------- | ----------------------- | --------------- | -------------------------------------- |
| 02nd | 2010年04月07日 | 神曲集                       | Baby! Baby! Baby! Baby! |                         | 全版本          |                                        |
| 02nd | 2010年04月07日 | 神曲集                       | 你與彩虹與太陽          |                         | 通常盤          |                                        |
| 03rd | 2011年06月08日 | 就是在這裡                   | 少女們                  |                         | 全版本          |                                        |
| 03rd | 2011年06月08日 | 就是在這裡                   | 我能做的事              | Team K                  | 全版本          |                                        |
| 03rd | 2011年06月08日 | 就是在這裡                   | 風的去向                |                         | 全版本          |                                        |
| 03rd | 2011年06月08日 | 就是在這裡                   | 就是在這裡              | AKB48+SKE48+SDN48+NMB48 | 全版本          |                                        |
| 04th | 2012年08月15日 | 1830m                        | First Rabbit            |                         | 全版本          |                                        |
| 04th | 2012年08月15日 | 1830m                        | 離家出走的夜晚          | Team K                  | 全版本          |                                        |
| 04th | 2012年08月15日 | 1830m                        | 慢走                    |                         | 通常盤          |                                        |
| 04th | 2012年08月15日 | 1830m                        | 藍天 不會寂寞嗎？       | AKB48+SKE48+NMB48+HKT48 | 全版本          |                                        |
| 05th | 2014年01月22日 | 未來軌跡                     | After Rain              |                         | Type-A          |                                        |
| 05th | 2014年01月22日 | 未來軌跡                     | 團隊坡道                | Team 4                  | Type-A          |                                        |
| 05th | 2014年01月22日 | 未來軌跡                     | 一二三                  |                         | Type-B          |                                        |
| 06th | 2015年01月21日 | 這裡是羅德斯島、在這裡跳吧！ | 愛的存在                |                         | 全版本          |                                        |
| 06th | 2015年01月21日 | 這裡是羅德斯島、在這裡跳吧！ | 巴拿馬運河              |                         | Type-B          | 川榮李奈、松井玲奈、峯岸南、渡邊美優紀 |
| 06th | 2015年01月21日 | 這裡是羅德斯島、在這裡跳吧！ | 眼淚等一下再說          | Team 4                  | Type-B          |                                        |
| 07th | 2015年11月18日 | 0與1之間                     | 愛的使者                | Team K                  | MILLION SINGLES |                                        |
| 08th | 2017年01月25日 | 點時成菁                     | 那天的自己              |                         | 全版本          |                                        |
| 08th | 2017年01月25日 | 點時成菁                     | 所有的進步              |                         | 劇場盤          |                                        |

### 劇場公演分組曲
| 公演名稱                                 | 參與歌曲名稱   | 備註                       |
| ---------------------------------------- | -------------- | -------------------------- |
| 元Team A時期                             |                |                            |
| Team A 1st Stage「PARTY開始了」公演      | 接吻不行唷     | 2nd unit                   |
| Team A 2nd Stage「想見你」公演           | 沙灘的櫻桃     |                            |
| Team A 2nd Stage「想見你」公演           | 里約的革命     |                            |
| Team A 3rd Stage「為了誰」公演           | 用飛吻擊落他！ |                            |
| Team A 3rd Stage「為了誰」公演           | 制服真礙事     |                            |
| Team A 4th Stage「正在戀愛中」公演       | 純愛的漸強音   |                            |
| 向日葵組 1st Stage「我的太陽」公演       | 不要叫我偶像   | 以早野薫為後備             |
| 向日葵組 2nd Stage「不要讓夢想死去」公演 | Bye Bye Bye    |                            |
| Team A 5th Stage「戀愛禁止條例」公演     | 戀愛禁止條例   |                            |
| THEATER G-ROSSO「不要讓夢想死去」公演    | Bye Bye Bye    | 以平嶋夏海和石田晴香為後備 |
| 秋元Team K時期                           |                |                            |
| Team K 6th Stage「RESET」公演            | 逆轉的王子殿下 | Center                     |
| 梅田Team B時期                           |                |                            |
| Team B 「Waiting」公演                   | 不只是回憶     |                            |
| 研究生時期                               |                |                            |
| Team 研究生「我的太陽」公演              | 不要叫我偶像   |                            |
| Team 研究生「睡衣兜風」公演              | 無望之淚       |                            |
| Team 研究生「睡衣兜風」公演              | 鏡中的聖女貞德 |                            |
| 峯岸Team 4時期                           |                |                            |
| Team 4 2nd Stage「手牽手」公演           | 胸口的條碼     |                            |
| Team 4 3rd Stage「偶像的黎明」公演       | 天國小子       |                            |
| 春風亭小朝「夏娃是亞當的肋骨」公演       | 黑色天使       |                            |
| 峯岸Team K時期                           |                |                            |
| Team K 8th Stage「最終鐘聲鳴響」公演     | 22人姐妹之歌   | Center                     |

## 戲劇作品

### 電影
- 未來之我製作法（2007年4月28日，日活） - 飾演 主角的同學
- 傳染歌（2007年8月25日，松竹） - 飾演 留美
- 如果高校棒球女子經理讀了彼得·杜拉克（2011年6月4日公開、東宝） - 飾演 北条文乃
- 女子高校（2016年4月9日，UNITED CINEMAS） - 飾演 高橋香月（主演）

### 電視劇
- ジョシデカ!-女子刑事-（日语：ジョシデカ!-女子刑事-） 第2話（2007年10月25日、TBS） - 飾演 少女K
- 紅蓮女（2008年2月8日，東京電視台） - 飾演 ドール
- 貓街（2008年8月28日 - 10月2日，NHK電視台） - 飾演 由加里
- Men☆dol 〜帥男偶像〜（2008年10月10日 - 12月26日、東京電視台） - 音羽雛田（主演）
- 吸血鬼男孩（2009年7月7日 - 9月8日，關西電視台） - 飾演 稲葉早紀
- 馬路須加學園 第5話・最終話（2010年2月5日・3月26日，東京電視台） - 飾演 峯岸南
- 來自櫻花的信 ～AKB48 各自的畢業故事～（2011年2月26日 - 3月6日，日本電視台） - 飾演 峯岸南
- 馬路須加學園2 第1話～第3話、第5話～第8話、第10話～最終話（2011年4月15日～29日、5月13日～6月3日、17日～7月1日，東京電視台） - 飾演 尺
- 北海道放送開局50週年紀念連續劇（2012年4月，HBC、TBS電視台）大泉篇 - 飾演
- So long ! 第3話（2013年2月13日，日本電視台） - 飾演 渡瀬美月
- 女子高警察（日语：女子高警察）（2013年10月27日－2014年3月17日，富士電視台） - 飾演 小瓢蟲Chu!（主演）
- AKB恐怖夜 腎上腺素之夜（2016年2月10日） - 飾演 京子（單篇主演）

### 朗讀劇
- 腎上腺素之夜（2015年10月10日，東京六本木Zepp Blue Theater（日语：六本木ブルーシアター））

### 網路劇
- 言靈之女們（日语：言霊の女たち。）（2010年7月5日 - 7月26日、LISMO Channel（日语：LISMO Channel）） - ミズキ（主演）
- 續・言靈之女們（日语：言霊の女たち。）（2011年6月3日 - 、LISMO Channel） - ミズキ（主演）

### 舞臺劇
- 三文オペラ（2018年1月23 - 2月4日，KAAT神奈川藝術劇場）-飾 ルーシー

## 電視節目
- 三竹占卜（日语：三竹占い） しがらみコーナー（2006年4月 - 7月、朝日電視台）
- ファイテンション☆デパート（日语：ファイテンション☆デパート） （2007年1月15日 - 3月26日、東京電視台・BS JAPAN）
- AKB1時59分!（2008年1月24日 - 3月27日、日本電視台）
- AKB0時59分!（2008年4月7日  - 9月29日、日本電視台）
- AKB48神TV（家庭劇場）
  - Season1（2008年7月13日 - 8月3日）
  - SP（2008年12月24日）
  - Season2（2009年7月10日・17日）
  - Season3（2009年11月6日・13日）
  - SP 2009（2009年12月28日）
  - Season4（2010年7月4日 - 25日・8月8日<声音演出>・29日・9月5日・12日）
  - Season5（2010年11月7日・14日）
  - 特別節目〜項目AKB in 澳門〜（2010年12月26日）
  - Season8（2011年11月13日・20日・12月11日）
- AKBINGO!（2008年10月1日 - 常連出演 、日本電視台）
- 周刊AKB（2009年7月17日 - 不定期出演、東京電視台）
- PON!（日语：PON!）（2010年4月2日 - 2011年3月25日、日本電視台） - 每週週五
- 原來如此！高校（2010年5月30日・10月9日・2011年4月21日 - 2012年3月8日、日本電視台）
- AKB600sec.（2010年7月20日、日本電視台）
- AKB-級美食家運動場（2010年6月27日・8月15日、食と旅のフーディーズTV（日语：食と旅のフーディーズTV））
- AKB和××!（2010年7月13日・10月28日・12月23日・2012年4月19日、讀賣電視台）
- ジャパーン47ch（日语：ジャパーン47ch）（2011年4月27日 - 9月21日、毎日放送）
- スゴロQジャパン（2011年8月22日・2012年3月26日、NHK綜合頻道）
- 微妙～（2011年9月29日 - 不定期出演、ひかりTV）
- ジャパーン47chスーパー!（2011年10月19日 - 12月7日、MBSテレビ）
- 笑う!アメカン（日语：みんなのアメカン）（2012年1月7日・14日・2月11日・3月10日、日本電視台）
- AKB48感動!!初めての伊勢神宮（2012年3月23日、東海電視台）
- AKB自動車部（2012年4月28日 - 、富士電視台）

## 廣播主持
- AKB48 明日までもうちょっと。（日语：AKB48 明日までもうちょっと。）（2007年10月29日 - 2012年3月26日・不定期出演，文化放送）
- No3b的「週刊no3部」（2009年10月9日 - ，日本放送）
- 高橋みなみ・小嶋陽菜・峯岸みなみ・no3b的オールナイトニッポンR（日语：オールナイトニッポンR）（2009年11月28日・2010年4月23日，日本放送）
- AKB48のオールナイトニッポン（日语：AKB48のオールナイトニッポン）（2010年4月9日 - 不定期出演，日本放送）
- リッスン? 〜Live 4 Life〜（日语：リッスン? 〜Live 4 Life〜）（2011年3月・6月星期二個性[63]，文化放送）
- 峯岸南的果然今天也想被稱讚（日语：峯岸みなみのやっぱり今日も褒められたい）（2020年10月1日 - ，TOKYO FM）

## 網路限定
- 女子刑事（2007年10月1日 - 、TBSBooBoBOX）
- Yahoo! live對談 （2008年6月10日・11月22日、雅虎日本）
- 爆笑悲劇王：笑著笑著就哭了（2022年3月8日、Netflix）

## DVD
- South DVD（2008年12月5日、WANI BOOKS）

## 廣告代言
- 卡巴斯基防毒軟體（卡巴斯基×AKB48 峯岸化飛翔入手廣告活動，2011年9月9日 - ，卡巴斯基實驗室）
- 健康企業股份（2016年1月 - ）[64]

## 書籍

### 雜誌連載
- UP to boy（日语：UP to boy）（2011年2月23日 - 、WANI BOOKS） - 「峯岸会談」を連載。
- 週刊Playboy（2011年5月2日 - 、集英社）
- Myojo（日语：Myojo）（2011年10月22日 - 、集英社） - 連載開始
- 男子食堂（2012年6月20日 - 、ベストセラーズ）

### 寫真集
- BEAUTIFUL Lady & TELEVISION（2008年8月7日、東京新聞通信社）ISBN 978-4863360174
- SOUTH（2008年8月23日、WANI BOOKS（日语：ワニブックス）、撮影：橋本雅司）ISBN 9784847041204

### 年曆
- 峯岸南年曆 2011年（2010年9月30日、ハゴロモ）
- 峯岸南年曆 2012年（2011年11月19日、ハゴロモ）
- 峯岸南 2012年TOKYO約會年曆（2011年11月29日、ハゴロモ）
- 峯岸南年曆 2013年（2012年11月30日、ハゴロモ）
- 桌曆 峯岸南年曆 2013年（2012年12月7日、ハゴロモ）
- 掛曆、桌曆 峯岸南年曆 2014年（2013年12月6日、ハゴロモ）
- 掛曆、桌曆 峯岸南年曆 2015年（2014年12月13日、ハゴロモ）